# HD 16647
HD 16647，又名BD+05 374，SAO 110673、HR 783，是一颗恒星，视星等为6.25，位于銀經165.32，銀緯-47.6，其B1900.0坐标为赤經2h 34m 59.2s，赤緯+5° -47.6′ 54″。